# 子持山
子持山（こもちやま）は、群馬県の中部にある火山。標高1296メートル。「ぐんま百名山」の一つに選ばれている。
典型的な成層火山で、浸食が著しく進行した結果、火山の内部構造である火山岩頸や放射状岩脈が地表に露出しており、地質学の観察に適した山として知られる。火道のマグマが柱状に岩化して垂直に屹立する「獅子岩（大黒岩）」など特徴的な山容をしており、関越自動車道からも遠望できる。

## 地理

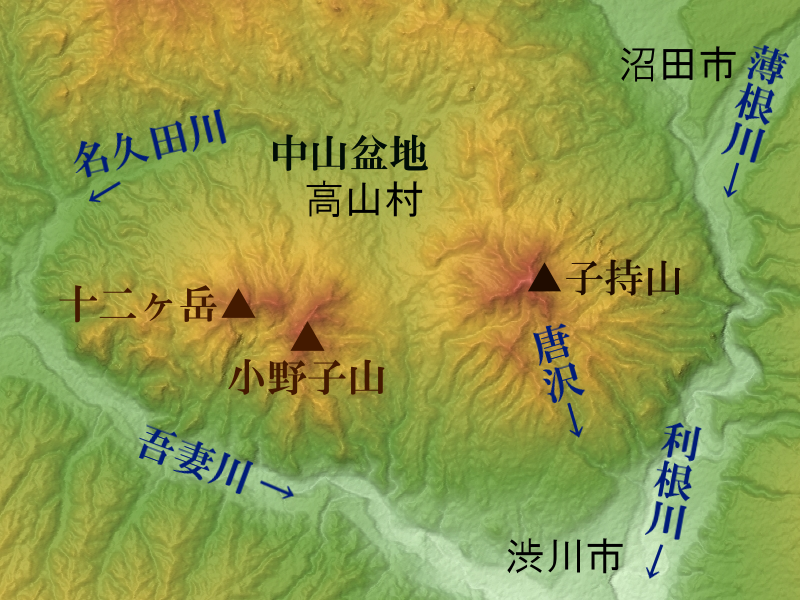
子持山周辺の主な地形

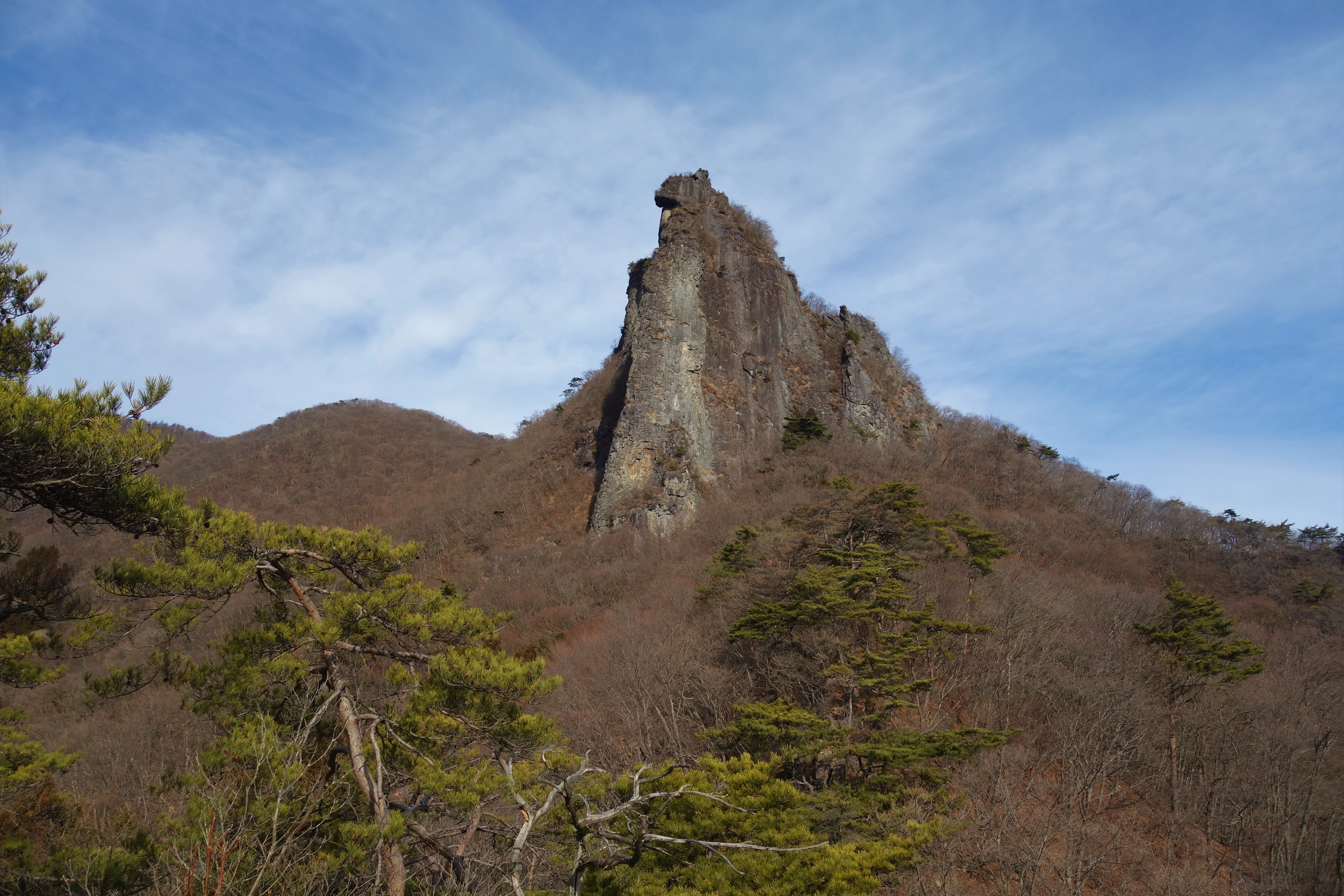
獅子岩（大黒岩）

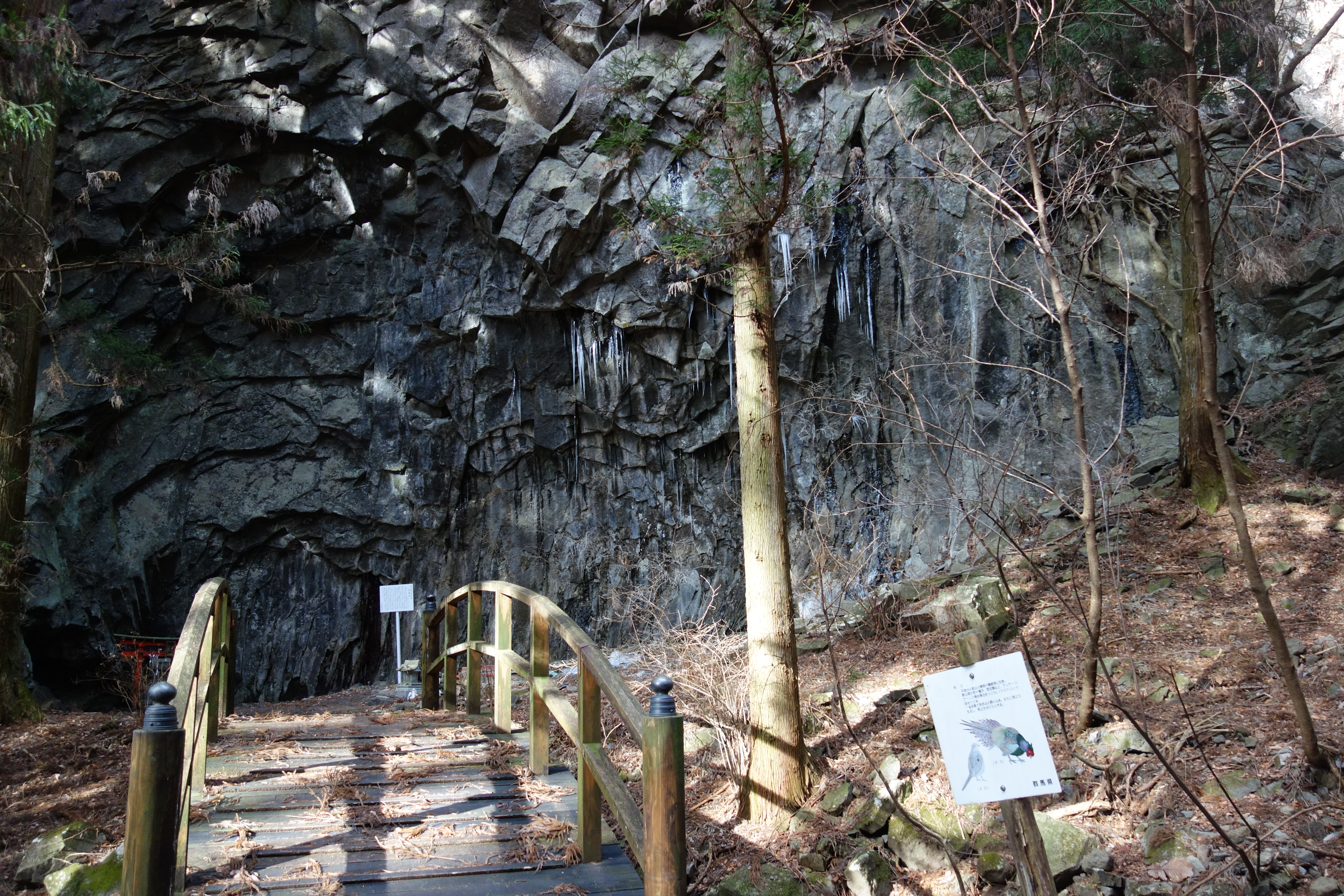
屏風岩

### 群馬県における子持山の位置
子持山は群馬県のほぼ中央部に位置する。東の山麓には利根川が南へ流れ、南の山麓には吾妻川が東へ流れる。西には小野子山があり、子持山とのあいだの谷あいには旧三国街道が通じている。北西部には名久田川の上流部があり、その流域は中山盆地とよばれる低地になっている。北の尾根は北西から西へと向きを変えて破風山へと連なる。
山域は沼田市、渋川市、高山村（吾妻郡）にまたがる。このうち渋川市は2006年に旧小野上村・旧子持村と合併をしており、従前は沼田市、子持村、小野上村、高山村の1市3村にまたがる山だった。山頂は沼田市と渋川市（旧小野上村）にまたがる。

### 子持山の地勢
子持山はきわめて典型的な成層火山である。ただし北関東の火山としては規模はかなり小さく、山体の基底部は南北およそ9キロメートル、東西はおよそ7.5キロメートルである。山体の体積は6立方キロメートルと見積もられている。
山頂は「笠上（かさがみ）」と呼ばれており、一等三角点「子持山」が設置されている。標高は1296.2メートル。
この山頂部は、子持山の本来のカルデラの外縁部にあとから生まれた溶岩円頂丘である。ただし著しい浸食により原形をとどめない。カルデラは標高1000m程度の峰となって、南北におよそ3キロメートル、東西におよそ2キロメートルの楕円形をしているが、長年の浸食作用による開析が進行しており、現在の姿は「カルデラの残骸」というべきものである。
子持山の火山活動の最晩期には、山頂部が噴火によって粉砕された。その多くは土石流となって南北方向へ流れ下り、北の沼田市の川田町地区では標高800メートルから600メートルにかけて、南の渋川市の子持地区付近では標高500メートルから300メートルにかけて、扇状地をつくっている。これらの扇状地地形には、その後に浅間山や榛名山の火山活動に由来する火山噴出物が厚さ10メートルの層を形成して堆積している。

### 地表に現れた岩脈
この著しい浸食の結果、カルデラの内側では、成層火山の内部構造が露出している。凝灰岩や凝灰角礫岩などは浸食を受けやすいため既に消失し、火山の内部にあったマグマが固まってできた安山岩質の岩脈が地表にあらわれている。
子持山では噴火のときに火口がほとんど移動しなかったため、地底から火口へと火道を垂直に昇ってきたマグマが、そのままの形で硬化して岩となった。これを火山岩頸という。子持山の火山岩頸は底部の直径150メートル、高さ100メートルの大岩塔となっており、「大黒岩」または「獅子岩」と呼ばれている。
さらにこの大黒岩（獅子岩）を中心として、地下でマグマが岩盤の裂け目を伝って放射状に広がったものがそのまま固まり、岩（放射状岩脈）となって地表に露出している。子持山ではこの放射状岩脈が150本ほど確認されており、そのうちとくに60本ほどは容易に観察できる。これら放射状岩脈のうち顕著なものには、「屏風岩」、「拳岩」などの名前がつけられている。
子持山は成層火山としてはそう大きなものではないが、標識的な火山地形や火山内部の構造が観察できるものとしては日本国内でも有数のものであり、地質学の学習の場として重要視されている。

## 噴火史

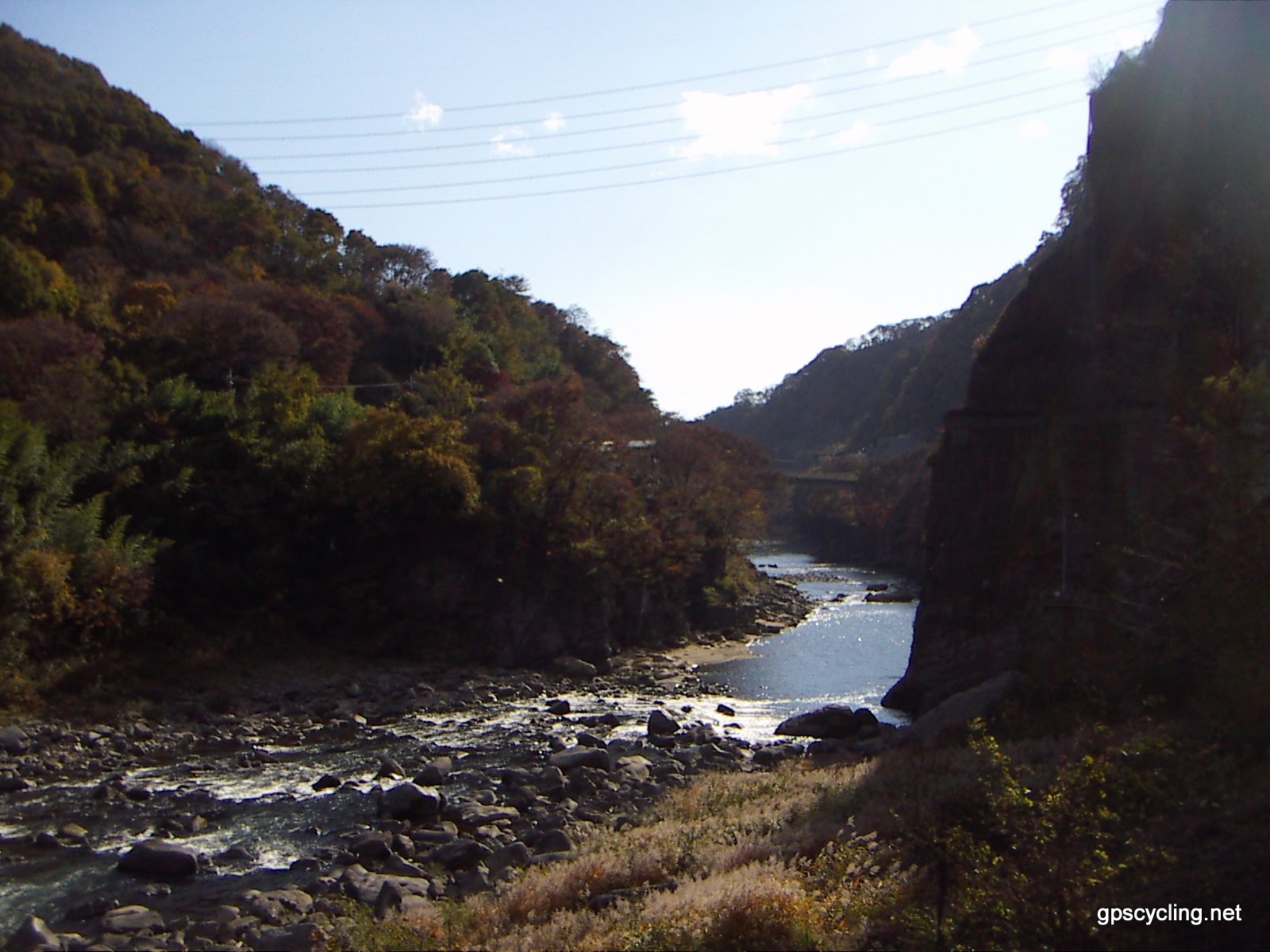
子持山の最古の噴火による岩の露頭がある綾戸渓谷

獅子岩頂上から山頂への尾根を見る

子持山は、古い火山活動による古子持火山が、その後の火山活動によって埋没したうえ、長い年月をかけて浸食・開析されたものと考えられている。古子持火山の活動時期については研究者による学説がいくつかあり、おおむね90万年前から50万年前ほどのものと推定されている。また、1960年代の研究では、子持山は複数の側火山をもつ複式火山とみなされていた。その後、岩石の年代測定技術の進歩により、1990年代になると側火山とみられていたものは大きく時代が離れていることがわかり、子持山とは別の火山活動によるものと推定されるようになった。

### 噴火前の基盤
今から1000万年以上前、一帯は新第三紀中新世に海底で堆積した砂岩や凝灰岩からなる岩盤層だった。中新世末期から鮮新世初期にかけて（おおよそ600万年前）、一帯では火山活動があったと推定され、溶岩が地表に出て岩盤やいくつかの溶岩ドームをつくった。この火山活動はのちの子持山火山とは活動時期が大きく異なっており、子持山とは別個のものとみなされている。このとき流出した安山岩質の溶岩（安山岩）、凝灰岩、凝灰角礫岩が岩盤となり、子持山の基盤となった。

### 火山活動の初期
子持山の火山活動が始まったのは第四紀の更新世に入ってからで、最初期の活動は今から160万年ほど前（カラブリアン）と推定される。このときには、基盤となる岩盤を突き破って噴火活動があり、輝石安山岩を主成分とする溶岩が噴出した。この火山の姿は後の火山活動と浸食作用によってほとんど原型をとどめないが、子持山の東麓の利根川沿いの綾戸渓谷（綾戸バイパス参照）付近では、当時の火山活動で生じた火成岩を見ることができる。

### 火山活動前期（古子持火山の生成）
初期の活動からおおよそ30万年間の休止期を経て、90万年前頃から子持山火山の活動が活発化した。この噴火では、大黒岩（獅子岩）を中央火口として30万年ほど火山活動が続いた。現在みられる火山岩頸や放射状岩脈はこの時期に形成されたものである。このときの噴出物は輝石を含む玄武岩質の安山岩の溶岩流が主体で、これに凝灰角礫岩が含まれるのが特徴的である。代表的な露頭地では厚さ20メートルの溶岩、凝灰角礫岩層、厚さ20メートルの溶岩が層を成しているのが観察できる。

### 火山活動後期（成層火山とカルデラの形成）
60万年前頃から20万年前頃にかけて子持山は噴火を繰り返した。子持山は火山灰、火山礫、溶岩を交互に噴出し、裾野の広い、富士山型の典型的な成層火山へと成長した。この時期の火山噴出物からは凝灰岩、凝灰角礫岩や安山岩が生まれたが、カンラン石を含むのが特徴的である。
この火山活動の末期には、山頂付近にカルデラが出現し、火口湖ができた。さらにこのカルデラ周辺に複数の溶岩ドームが形成された。これらの溶岩ドームはまもなく爆発によって粉砕され、山体上部が崩壊、カルデラ湖の湖水も流失した。このときの岩屑は南北に流れて扇状地を形成した。現在の山頂（「笠上」）や、山頂の南にある頂部（「柳木ヶ峰」）はこうした溶岩ドームの残骸である。

### 火山活動の収束後
子持山の火山活動は20万年前頃に収束した。これは、数万年前から1万年前頃までに激しい噴火を繰り返した榛名山・赤城山・浅間山などの周囲の大火山とくらべ、かなり古い部類にはいる。子持山の南北の山麓にできた山体崩壊にともなう扇状地の上には、榛名山や浅間山の噴火にともなうテフラ（火山噴出物）が10メートルもの厚さで堆積している。また、東方にある赤城山の噴火では、噴出物によって利根川が堰き止められ、川筋が大きく西へ移動した。これにより、子持山の東麓は利根川によって大きく浸食され綾戸渓谷となった。
山体やカルデラそのものも、20万年の間に風雨や河川による浸食・開析により大きく姿を変えた。火山活動にともなって噴出された火山灰を主成分とする凝灰岩や凝灰角礫岩は、比較的やわらかいために削られ流されてしまい、火山の内部構造ともいうべき火道の岩脈が「骨組み」のように露出する形となった。こうした開析が最も進んでいるのが、南斜面を大きく削って谷をつくっている唐沢周辺で、この扇状地の根元部分に子持神社が鎮座する。

## 自然
植生

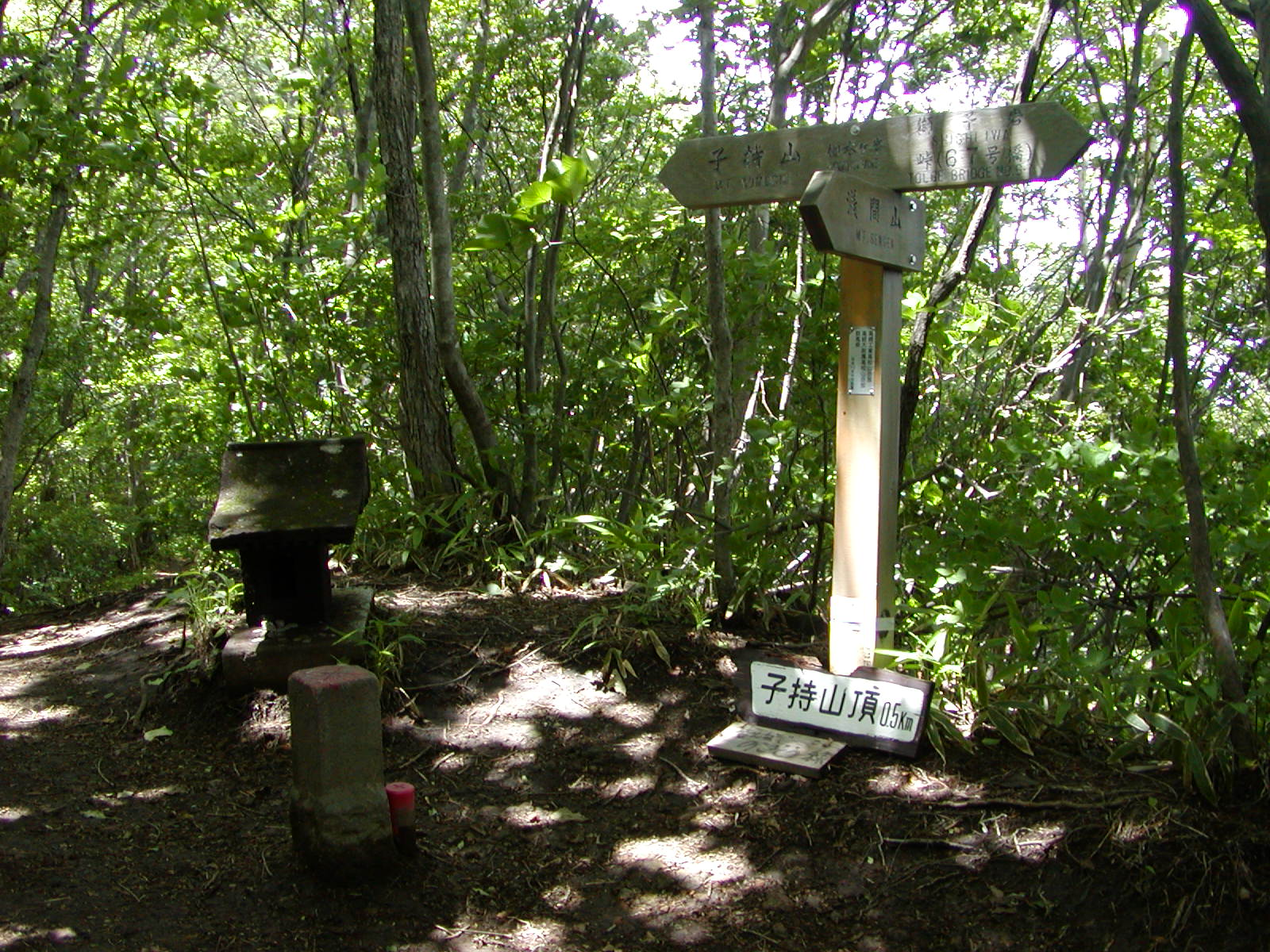
柳木ヶ峰

子持山の山域には自然林はほとんど残っていない。主にスギ、ヒノキやアカマツの人工林からなり、これにクリ、コナラ、ミズナラといった低山性の樹木やツツジなどの低木が交じる。このほか沢沿いの一部にカエデやケヤキの自然樹がみられる。
このほか特徴的な植物としては、シモツケ、ヤマオダマキ、ザゼンソウ、オタカラコウ、ハクサンオミナエシがみられる。
動物
子持山では、5月から6月頃に40種類ほどの鳥類が観察される。主なものとしてはヤマドリ、トビ、キジ、アカゲラ、ミソサザイ、キビタキ、オオルリ、ホトトギス、カッコウなど。
ほかに哺乳類としてキツネ、タヌキ、アナグマ、ノウサギ、ムササビ、リスなどが確認されている。

## 人文史

### 古典に登場する子持山
| 児毛知山 若鶏冠木の 黄葉つまで 寝もと吾は思ふ 汝はあどか思ふ                                       |
| 詠み人知らず、『万葉集』3494（14巻）東歌                                                           |
| （大意）子持山の春の若いカエデが秋になって紅葉するまでずっとあなたを抱いていたい。あなたはどうか。 |

一般に、奈良時代の『万葉集』に掲載されたこの東歌（巻14、3494）は、上野国（群馬県）の子持山のことを詠んだものとされてきた。
ただし、平安時代末期の『五代集歌枕』や『和歌色葉』（1198年頃）といった歌学書では、この和歌の主題がどこの土地のものであるかは言及していない。また、同時期の藤原清輔による『奥義抄』ではこの歌を陸奥国で詠まれたものとして解説している。
| こもち山 谷懐に おひたてて ききのはぐくむ 花をこそみれ |
| 伝源俊頼作、『夫木和歌抄』（延慶3年 (1310) 年頃成立）  |

鎌倉時代後期の『夫木和歌抄』掲載のこの和歌も子持山を詠んだものとされている。
| 子持山 紅葉をわけて 入る月は 錦につつむ 鎖とぞ知る または 子持山 紅葉をわけて 入る月は 錦をつつむ 鏡なりけり |
| 円珠尼（？ - 1582年）                                                                                        |

円珠尼は室町時代後期の川田城（沼田市）の城主、川田光清の娘で、小柳姫といった。沼田城の城主夫人の侍女となり長野業正の家臣陶田弥兵衛に嫁ぐも、まもなく離別した。18歳のときに詠んだこの歌が正親町天皇（在位：1557年 - 1586年）に見出され、正親町天皇は「上野の 沼田の里に 円なる 珠のありとは 誰か知らまし」と御製を詠んだという。これにより小柳は「円珠」と名を改めた。円珠尼はのちに厩橋城城主となった滝川一益の和歌の師となったという
。この「円珠尼」の和歌が刻まれた石碑は登山口にある。
このほか子持山を詠んだ和歌として次のようなものがあり、山中に歌碑が設けられている。
| 子持山 谷懐露に生いたてて 木々の葉子くむ 花をこそみれ |
| 姉小路済継（1470年 - 1518年）                         |

| 子持山 かえでの宮に祈らくは わが恋のさち わが歌のさち    |
| 雲わたる 天のまほらに 獅子岩は 大口あきて たけり立ちたり |
| 須藤泰一郎（1889年 - 1933年）                            |

| 子持山 若葉のときに 我はきて 草をぞ集む 手に餘るまで |
| 土屋文明（1890年 - 1990年）                          |

### 山名の由来

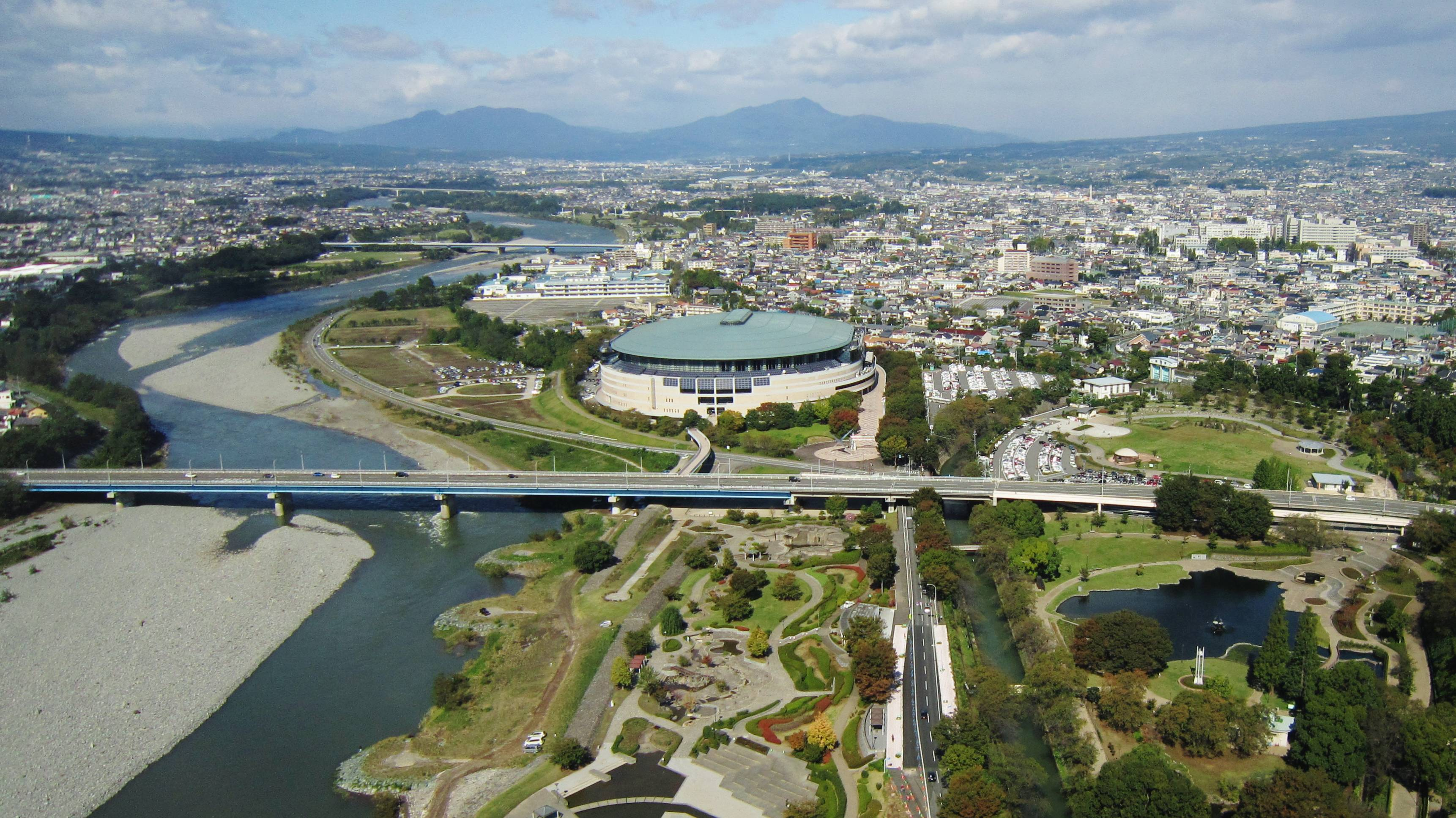
前橋市・群馬県庁舎から遠望する子持火山(中央奥右)と小野子火山(中央奥左)

中世に成立した『神道集』の赤木文庫版には、「児持山之事」として子持山の名称の由来に関する逸話が掲載されている。これによれば、もともとこの山は「武部（たけべ）山」と呼ばれていたのだが、伊勢国安濃津（三重県津市）の地頭阿野保明の子女に子持御前という女性がいて、この娘が神通力を得て武部山に移り住んだことから、この山を「児持山」と呼ぶようになったという。
一般的には、山容を子どもを抱く姿にみたてて「子持山」と呼ぶようになったとされている。このほか女性器にみたてて「子持山」と称するとする説もある。

### 信仰の対象として
カルデラ中央部が開析され、火山岩頸である大黒岩（獅子岩）が岩塔として山の中央にそそり立つ山容は、中世から修験道による信仰を受けてきた。山中には「護摩壇」「昏夜の久保」「十二」「浅間」「仏岩」「梵字岩」などの固有地名や石祠が散在し、修験道の山岳信仰の名残りとみられている。
南山麓の扇状地の付け根にあたる唐沢沿いには子持神社が鎮座する。社伝では崇神天皇ないし嵯峨天皇の時代の創建とし、『神道集』は安濃津の子持御前による創建を伝う。かつての祭神は児持明神といい、いまの主神は磐筒之女命と木花之佐久夜毘売といずれも女神である。女神を祀るのは、山容を女体ないし女性器にみたてたものとする説もある。社殿近くには女神と子どもの足跡と伝わる「仏足跡（女神の足跡）」がある。
国家鎮護と受胎・安産の神として崇敬を集め、戦国時代には上杉憲顕、武田信玄、北条高広、真田昌幸らが参詣したり、寄進や保護を与えたとの史料が残る。子持山の裾野では上杉謙信と武田信玄との合戦もあったとされ、武田勢は上杉勢の水源になっていた小川に毒を流し、勝利を得たと伝わる。その場所にはのちに不動尊が建立され、その法力によって毒が消されたといい「毒水よけの不動尊」と称する。江戸時代には山麓や近傍の村に社領を有したが、周囲は沼田藩や幕府領・旗本領などが混在し、入会地としての利用をめぐって各村や神社とのあいだで紛争が耐えなかった。
明治の神仏分離と廃仏毀釈によって修験道の性格を失い、子持神社となった。社格制度では郷社に列せられている。かつて山伏が利用した山道が登山道となっている。例祭日は毎年5月1日と定められており、この日が子持山の山開きとなっている。
- 詳細は子持神社参照。

### 登山

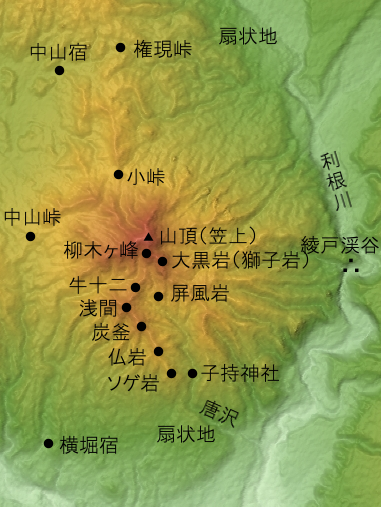
子持山地図

修験道時代に古くから山伏が利用した登山路が数多くある。主なものとして、南麓の子持神社からのルート、西麓の旧三国街道中山峠からのルート、北西麓の高山村・本宿からのルート、東麓の沼田市から小峠を越えてくるルートがある。
このうち子持神社経由の南ルートがよく整備されており、雙林寺、子持神社と奥ノ院を抜け、「屏風岩」、「大黒岩（獅子岩）」、「柳木ヶ峰」といった岩場を経由して山頂をめざす。道中は急斜面や切り立った岩壁をクサリやハシゴで登ったり、トラバースを要する。地元の渋川市ではこのコースの難易度を「中上級者向け」、山と渓谷社『分県登山ガイド』（2016年）では危険度を5段階中の3（中上級者向き、転落・滑落・落石の危険あり）、昭文社『山と高原地図』（2017年）では「足場が悪く山慣れた人向き」と位置づけている。そのぶん、「目もくらむほどの断崖絶壁に囲まれ」た大黒岩（獅子岩）の頂上からの展望は広く、関東平野の利根川流域を一望するほか、榛名山や赤城山、武尊山、さらには尾瀬・日光や越後山脈方面までを望む。
この南ルートには、岩場を避け、尾根伝いに「炭釜」、「浅間」、「牛十二」、「大ダルミ」を経由して「柳木ヶ峰」に至る比較的なだらかな迂回ルートもある（ただしこの迂回ルートでも狭い尾根を通る場所があり、滑落事故が起きている。）。
- 標高差 644メートル（累積標高差 807メートル）[15]

なお、南ルートの登山口へ至る林道では、2016年（平成28年）6月に落石や道路崩壊があり、2017年（平成29年）5月現在で車両の通行はできなくなっている。南ルートでは子持神社から「ソゲ岩」、「仏岩」を経由して「炭釜」へ出るルートが利用可能となっている。

### 開発

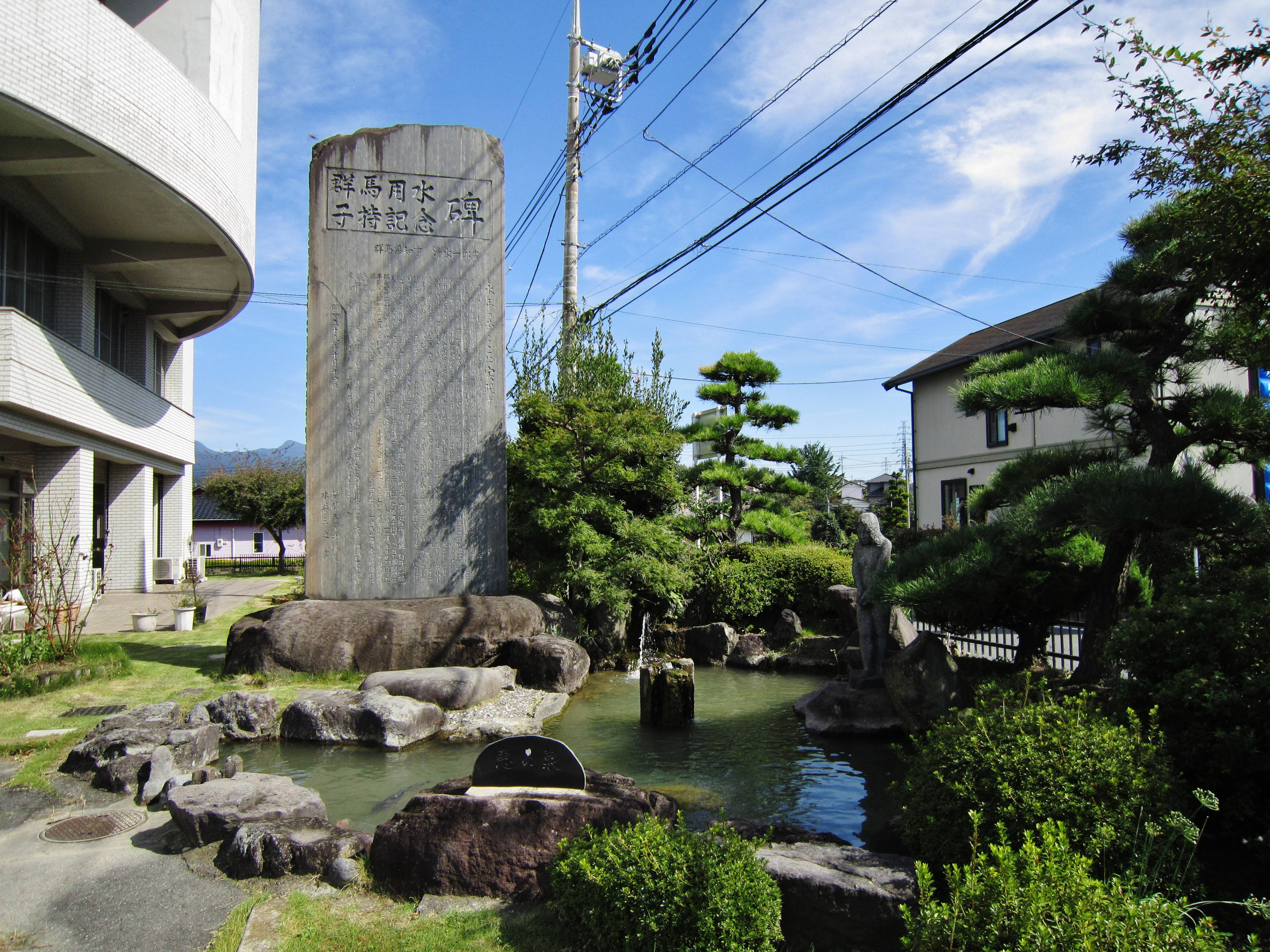
子持公民館にある群馬用水の記念碑

子持山の山麓には縄文時代から古墳時代までの遺跡があちこちにあり、住居跡、墳墓、農耕跡などによりヒトの定住があったことが知られる。とりわけ、南麓の扇状地にある黒井峯遺跡は畑作の大規模な遺構で、東日本を代表するものとして知られている。また、同じ地域にある押出遺跡からは稲籾の跡が残る北九州風の遠賀川式弥生土器が出土しており、稲作が伝来していたことの証拠とみられている。しかしこれらのほとんどは、6世紀から7世紀にかけて起きた榛名山二ッ岳の大噴火にともなう土石流や膨大な量の軽石によって埋没し、瞬時に滅びたものと推定されている。
中世になると、子持山南麓扇状地の一体は「白井」保として史料に登場するようになる。山裾の扇状地は農業用水に乏しく、江戸時代にはもっぱら養蚕が行われた。山林は子持神社の社領がおかれていたが、周辺の村とは入会地としての利用や水利をめぐって騒動が絶えなかった。近代になっても養蚕中心の畑作地帯のままだった。
1969年（昭和44年）に群馬用水が通じ、農業の多角化の取り組みが始まった。これにあわせて扇状地の区画整理が実施され、稲作への転換が大規模に推進された。これによりクワ栽培は途絶え、養蚕農家はほとんどみられなくなった。ところがまもなく国の減反政策があり、稲作もあまり行われなくなった。一帯では利益率の高いコンニャク栽培が広がり、子持山南麓の主要な農産物となった。

### 交通

子持山周辺の交通網

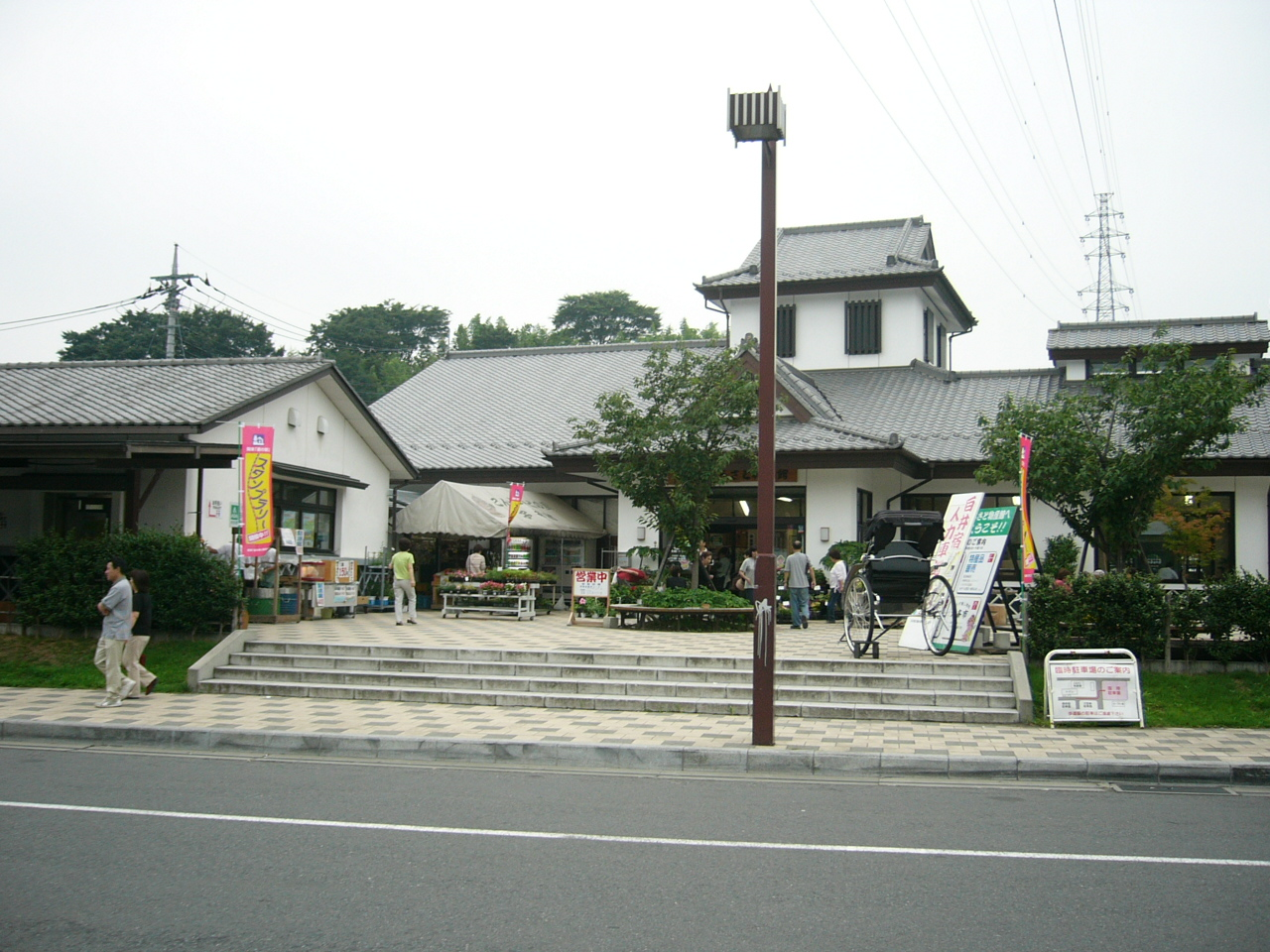
道の駅こもち

関東地方と北陸地方をむすぶ交易路は、子持山東麓の利根川の峡谷（綾戸渓谷）を避け、子持山と小野子山のあいだの谷を経由して南北に通じていた。これが江戸時代に整備され三国街道となった。中世から江戸時代初期にかけては、子持山の南山麓に造営された白井城がこの交通路の要衝となっていて、白井藩の城下町として商業や流通を担って栄えた。しかし元和9年（1623年）に廃藩となり、城が破却されると、渋川にその地位を譲るようになっていった。
西麓には三国街道が通じる。高崎方面から来ると、南の扇状地の西端にある横堀宿（旧子持村横堀字宿）を経て、小野子山との鞍部の中山峠（標高709メートル）を越え、中山盆地へと入る。ここには中山宿（高山村）が置かれていた。明治時代までは、三国街道は東日本の流通の大動脈として利用され、とくに新潟方面からの年貢米や酒などの輸送を担って栄えた。しかし明治末期に碓氷峠を越える国鉄信越本線、昭和初期に綾戸渓谷を通る上越線が開通すると、関東と北陸方面の物流は信越本線が担うことになり、三国街道は衰退した。国道17号や関越自動車道も渋川から沼田まで子持山の東麓を通るルートとなりった。かつての三国街道は、いまは群馬県道36号となっている。このほか北麓を権現峠経由で国道145号が東西に横断し、沼田市中心部と吾妻郡中心部の短絡路として利用されている。
1970年代から1980年代にかけて上越新幹線が建設された際には、高崎市から新潟方面への短絡のため、かつての三国街道のルートに相当する子持山と小野子山の直下をトンネルで通過するルートが選択された。この中山トンネル建設工事は、当初の見立てを裏切って歴史的な難工事となった。

## 周辺の施設
- 子持神社・若子持神社
- 雙林寺
- 大理石村ロックハート城
- 群馬県立ぐんま天文台
- 道の駅こもち
- （群馬パース大学） - 西麓に高山キャンパスを置いていたが閉鎖になった。